# Anaconda (Pythonディストリビューション)
Anacondaは、科学計算（データサイエンス、機械学習アプリケーション、大規模データ処理、予測分析など）のためのPythonおよびR言語の自由なオープンソースディストリビューションであり、パッケージ管理とデプロイメントを簡略化することを狙ったものである。パッケージのバージョンは、パッケージ管理システム conda によって管理される。Anacondaディストリビューションは1500万人以上のユーザーによって使用されており、Windows、Linux、macOSに対応している1500を超える人気のあるデータサイエンスパッケージが含まれている。ライセンスはフリーミアムである（Minicondaとthe Individual Editionは自由ソフトウェア、他のEditionはSaaS）。

## 概要
Anacondaディストリビューションには、1,500個以上のパッケージとcondaパッケージおよび仮想環境マネージャが付属している。また、コマンドラインインタフェース (CLI) のグラフィカルな代替として、グラフィカルユーザインタフェース (GUI) であるAnaconda Navigatorも含まれている。
condaとpipパッケージマネージャの大きな違いは、パッケージの依存関係の管理方法にある。これは、Pythonデータサイエンスにとって大きな課題であり、condaが存在する理由である。
pipはパッケージをインストールするときに、以前にインストールされたパッケージと競合するかどうかを確認せずに、依存するPythonパッケージを自動的にインストールする。既存のインストールの状態に関係なく、パッケージとその依存関係をインストールする。このため、たとえばGoogle Tensorflowのインストールが正常に機能しているユーザーが、pipを使用して、Tensorflowが使用するものとは異なるバージョンに依存するnumpyライブラリを必要とする別のパッケージをインストールすると、機能しなくなることがある。場合によっては、パッケージは動作しているように見えても、詳細に異なる結果が生成されることがある。
対照的に、condaは現在インストールされているすべてのものを含む現在の環境を分析し、指定されたバージョン制限（たとえば、ユーザーがTensorflowバージョン2.0以降を使用する場合がある）とともに、互換性のある一連の依存関係をインストールする方法を解決、または出来ない場合は警告する。
オープンソースパッケージは、conda installコマンドを使用して、Anacondaリポジトリ、Anaconda Cloud（anaconda.org）、または独自のプライベートリポジトリまたはミラーから個別にインストールできる。Anaconda Incは、Anacondaリポジトリ自体のすべてのパッケージをコンパイルおよびビルドし、Windows 32/64ビット、Linux 64ビット、およびMacOS 64ビットのバイナリを提供する。PyPIで利用可能なものはすべて、pipを使用してconda環境にインストールできる。condaは、それ自体とpipがインストールしたものを追跡する。
conda buildコマンドを使用してカスタムパッケージを作成し、Anaconda Cloud、PyPIまたは他のリポジトリにアップロードすることで他のユーザーと共有できる。
Anaconda2のデフォルトのインストールにはPython 2.7が含まれ、Anaconda3にはPython 3.7が含まれている。ただし、condaパッケージ化された任意のバージョンのPythonを含む新しい環境を作成することは可能である。
Anacondaディストリビューションには、250を超えるパッケージが自動的にインストールされ、7,500を超える追加のオープンソースパッケージをPyPI、condaパッケージ、仮想環境マネージャからインストールできる。

### Anaconda Navigator
Anaconda Navigatorは、ユーザーがCLIを使用せずにアプリケーションを起動し、condaパッケージ、環境、およびチャネルを管理できるようにするAnacondaディストリビューションに含まれるデスクトップGUIである。Navigatorは、Anaconda CloudまたはローカルのAnacondaリポジトリでパッケージを検索し、環境にインストールし、パッケージを実行して更新できる。Windows、macOS、Linuxで使用できる。
以下のアプリケーションは、ナビゲーターでデフォルトで利用可能：
- JupyterLab
- Jupyter Notebook
- QtConsole
- Spyder
- Glueviz
- Orange
- Rstudio
- Visual Studio Code

### Conda
Condaは、パッケージとその依存関係をインストール、実行、および更新するオープンソース、クロスプラットフォーム、言語に依存しないパッケージマネージャおよび環境管理システムである。Pythonプログラム用に作成されたが、多言語プロジェクトを含む任意の言語（Rなど）のソフトウェアをパッケージ化して配布できる。condaパッケージおよび環境マネージャは、Anaconda、Miniconda、およびAnaconda Repositoryのすべてのバージョンに含まれている。

## Anaconda Cloud
Anaconda Cloudは、パブリックおよびプライベートのノートブック、環境、condaおよびPyPIパッケージを検索、アクセス、保存、共有できるAnacondaによるパッケージ管理サービスである。クラウドは、さまざまなアプリケーションに役立つPythonパッケージ、ノートブック、および環境をホストする。パブリックパッケージを検索し、ダウンロードしてインストールするために、ログインしたり、クラウドアカウントを持っている必要はない。
Anaconda Client CLIを使用して新しいパッケージをビルドし、手動または自動でパッケージをクラウドにアップロードできる。